# William Nordhaus
William D. Nordhaus, né le 31 mai 1941 à Albuquerque (Nouveau-Mexique), est un économiste américain adepte de la théorie des choix publics.
Professeur d'économie à l'université Yale, il est co-auteur avec Paul Samuelson (lauréat du prix de la Banque de Suède en sciences économiques en mémoire d'Alfred Nobel en 1970) d'un manuel qui est pris en référence à l'échelle mondiale, Economics, publié en France chez Economica sous le titre Économie.
Il reçoit le Prix de la Banque de Suède en 2018 pour ses travaux qui intègrent le réchauffement climatique à l'économie avec l'économiste Paul Romer pour avoir intégré les effets du changement climatique dans les modèles économiques, tel le modèle DICE. 
Il est connu pour sa théorie des cycles politico-économiques, qui avance que les gouvernants augmentent les dépenses publiques et relancent l'économie avant les échéances électorales afin d'être réélus, au mépris du respect des équilibres macroéconomiques. Son influence est aussi importante en économie de l'environnement.
Selon RePEc, William Nordhaus a publié près de 100 articles scientifiques dans des revues à comité de lecture. Il totalise plus de 6 500 citations et son indice h est de 37,. La revue dans laquelle il a le plus publié (21 articles) est l'American Economic Review. Ses travaux ont également été publiés dans des revues non-spécialisées en sciences économiques, notamment le prestigieux journal Science,.

## Théories

### Cycles politiques
William D. Nordhaus part du constat que les électeurs sont myopes (c'est-à-dire qu'ils ne perçoivent pas les effets futurs des politiques) et que leur mémoire est relativement limitée. Ses travaux de 1975 démontrent alors que les hommes politiques, en agissant rationnellement dans le but de se faire réélire (en période pré-électorale) mettent alors en place des politiques expansionnistes afin de lutter contre le chômage (voir la courbe de Phillips). Inversement, une fois élus (en période post-électorale), ils appliquent des politiques de rigueur pour juguler l'inflation. Conformément à son analyse, les dépenses publiques américaines (de transfert et de sécurité sociale) augmentent effectivement avant les élections.

### «Risque de jeux destructeurs» lié à l'indépendance de la Banque centrale
Il met en évidence, que les banques centrales indépendantes dont l'objectif est alors prioritairement de contenir l'inflation (comme pour la BCE), peuvent pousser les pays à temporiser la rigueur de la politique par des déficits budgétaires importants. Ces déficits favorisant un contexte inflationniste, la banque centrale va en conséquence renforcer sa politique. Ce jeu de politiques contradictoires génère ainsi un cercle vicieux que W. Norhaus qualifie de « jeu destructeur ». Il faudrait donc selon lui non pas que la banque centrale soit indépendante, mais qu'elle obéisse à des règles qu'elle se serait fixées à l'avance.

## Proposition d'un club de pays avancés dans la volonté de protéger le climat
Dans une note « Presidential Address » délivrée au 127e congrès de l’American Economic Association en janvier 2015, peu avant l'accord de Paris, Nordhaus constate qu'il ne semble pas y avoir de vraie coalition climatique, assez stable et suffisante pour s'engager vers les objectifs ambitieux de réduction des émissions de gaz à effet de serre sans mécanisme de sanction vis-à-vis des non-participants. 
Il propose donc une sorte de traité climatique international incitatif, associant une tarification du carbone et des actions commerciales « modérées » à l'encontre des États se comportant en « passager clandestin ».
Cette sorte d'écotaxe serait uniforme pour limiter les distorsions, tout en limitant les risques d'apparition dans les pays exportateurs de coalitions des producteurs les plus pénalisés susceptibles d'activer des manœuvres de rétorsion. Ce système inciterait les pays émetteurs à entrer dans le club des pays engagés dans la réduction des émissions, tout en étant compatible avec le cadre de l'OMC et bien plus simple à mettre en œuvre et vérifier qu'une vraie taxe carbone ou d'autres mécanismes de compensation aux frontières.
Cette proposition est reprise en janvier 2017 par une note du Conseil d'analyse économique français (12 pages) rendue le 23 janvier 2017 au Premier ministre. Le CAE y estime que ce n’est pas le libre-échange qui détruit le climat ou freine l’application internationale de l'accord de Paris (c’est‐à‐dire une baisse de 27,0 % des émissions mondiales en 2030 par rapport au BAU) mais le manque de tarification du carbone.

## Critiques
Nordhaus fait l'objet de critiques virulentes de la part de certains économistes, qui lui reprochent d'utiliser des assertions infondées pour la mise au point de modèles prédictifs de l'impact du changement climatique.
Il est très critiqué par des économistes hétérodoxes, par exemple Steve Keen, pour ses travaux sur l'impact du changement climatique, jugés incohérents, car ne supportant pas la confrontation avec la réalité,.
Steve Keen explique que ses modélisations de l'impact négatif du changement climatique sont « irréalistes et dangereuses », en démontrant notamment qu'elles aboutissent à « une absurdité pure » si on les confronte à ce que l'on sait de l'impact du dernier réchauffement climatique après la fin de la dernière glaciation. Plus précisément, il explique que Nordhaus utilise les corrélations entre PIB et températures locales valables aujourd'hui pour en déduire une dépendance du PIB à la température, qu'il utilise ensuite pour réaliser une analyse coût-bénéfice justifiant ses conclusions qu'un réchauffement d'environ 4 °C par rapport à l'ère préindustrielle serait optimal . L'hypothèse sous-jacente, que Steve Keen qualifie de « scandaleusement stupide » (outrageously stupid), revient à dire que la loi déduite des corrélations locales permettrait de prédire un impact économique dans un monde plus chaud de plusieurs degrés globalement. La présence de très probables points de bascule lors d'un réchauffement de cette ampleur permet, selon Steve Keen, de rejeter catégoriquement cette hypothèse et avec elle les conclusions de Nordhaus.
En France, Antonin Pottier souligne l'évolution de Nordhaus, qui en 1974 l'un des premiers économistes à s'inquiéter des conséquences délétères pour l'environnement de l'activité humaine, avant d'évoluer vers une attitude plus optimiste. Il critique le rapport Meadows de 1974 qu'il trouve trop pessimiste. Il estime ensuite que le problème du changement climatique pourra être résolu grâce à une analyse coût-bénéfice donnant un prix au carbone.

## Publications
- The political Business Cycle, 1975
- Aggregate Demand and Long-Run Unemployment, with Gregory Mankiw; Laurence Ball, Brookings Papers on Economic Activity, 1999:2, p. 189-251.
- A New Solution: The Climate Club 4.June.2015 New York Review of Books, Climate Shock: the economic consequences of a hotter planet, Martin Weitzman et Gernot Wagner (en).
- (en) William Nordhaus, « The Climate Club: How to Fix a Failing Global Effort », Foreign Affairs ”,, vol. 99, no 3,‎ mai-juin 2020